# Heaven or Las Vegas
Heaven or Las Vegas é o sexto álbum de estúdio da banda escocesa de rock alternativo Cocteau Twins. Foi lançado em 17 de setembro de 1990 pela gravadora 4AD. Apesar de Ivo Watts-Russell, presidente da gravadora, considerasse o álbum um dos melhores lançamentos da 4AD, o contrato do grupo foi rescindido no final de 1990 devido a um desgaste em seu relacionamento com a banda.
Heaven or Las Vegas alcançou a 7.ª posição na parada britânica UK Albums Chart e a 99.ª na Billboard 200, tornando-se o disco de maior sucesso comercial da banda. De acordo com a Billboard, o álbum havia vendido 235 000 cópias até 1996. Heaven or Las Vegas é listado no livro 1001 Álbuns que Você Deve Ouvir Antes de Morrer, e ficou na posição 218 da terceira edição do All Time Top 1000 Albums, lista elaborada por Colin Larkin. Em 2020, a Rolling Stone listou o álbum na posição 245 na lista dos 500 Maiores Álbuns de Todos os Tempos.